# Château le Mas-Lafille
 (septembre 2020).
Si vous disposez d'ouvrages ou d'articles de référence ou si vous connaissez des sites web de qualité traitant du thème abordé ici, merci de compléter l'article en donnant les références utiles à sa vérifiabilité et en les liant à la section « Notes et références ».
Le château le Mas-Lafille est situé au lieu-dit le Mas La fille, sur la commune de Bourganeuf, dans le département de la Creuse, en région Nouvelle-Aquitaine, France.

## Historique
Située au nord-ouest de Bourganeuf, La bâtisse date du XVIIe siècle et a connu une importante rénovation, tant à l'extérieur qu'à l'intérieur.

## Architecture
Le bâtiment principal, en « U », est axé autour d'un donjon carré central. 
Cinq dépendances, un parc arboré, un pigeonnier et un court de tennis complètent ses extérieurs.